# Brémský případ

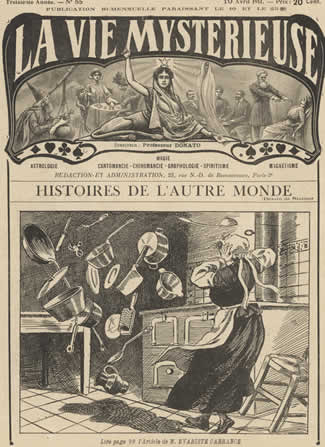
Vyobrazení působení poltergeista na obálce francouzského magazínu La Vie Mysterieuse z roku 1911

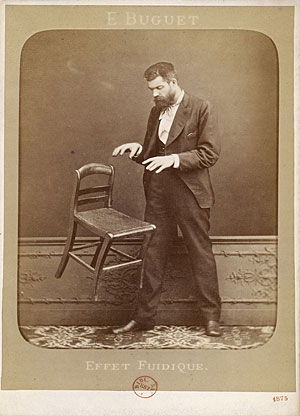
Podvrhnutá fotografie Fluidic Effect z roku 1875 od E. I. Bugueta má demonstrovat působení telekineze

Brémský případ (nebo též brémský poltergeist) bylo souhrnné označení pro paranormální jevy, které se odehrávaly koncem června roku 1965 v obchodním domě s potravinami a čínským porcelánem Neue Waren v severoněmeckých Brémách. Tyto paranormální jevy byly zkoumány týmem freiburského profesora dr. Hanse Bendera (a jeho spolupracovníky J. Mischoem, U. Timmem, G. Vilhjálmssonem z Ústavu hraniční psychologie ve Freiburgu) a jednoznačně přisouzeny uvolněným podvědomým silám (spontánní psychokinezi) tamního (v pracovním procesu i osobním životě nespokojeného) patnáctiletého praktikanta (učně) Heinera Scholze. S odstupem času bylo vyšetřování profesora Hanse Bendera podrobeno kritice.

## Podrobně

### Hans Bender
Policie byla přivolána koncem června 1965 k objasnění případu neobvyklého incidentu (s odhadovanou škodou asi 5000 DM), kdy hrníčky, talířky, sklenice a vázy velké ceny jakoby doslovně vyskákaly ze svých regálů a polic a po dopadu na zemi se roztříštily a proměnily se tak na hromady bezcenných střepů. Bez zjevné příčiny vzduchem létalo nádobí, z regálů padaly zavařovací sklenice a drahocenná kávová konvice přeletěla přes nádobí. Řidič dodávky Manfred J. skládal jednou zboží v suterénu, když na vlastní oči viděl spadnout masivní nádobu z regálu a plné láhve se k němu nakláněly. Ničení zboží skončilo v okamžiku, kdy byl (na doporučení jistého brémského občana zběhlého v parapsychologických jevech) z oddělení porcelánu propuštěn patnáctiletý učeň Heiner Scholz. Tyto jevy se odehrávaly výlučně v těch týdnech, kdy byl nablízku přítomen tento hoch. Záležitost vyšetřovala policie a hasiči, ale bez výsledku. Nikdo neviděl, že by mladík něčím manipuloval za pomocí svých rukou. Profesor Hans Bender se na místo dostavil (spolu se svým týmem) dva dny po propuštění učně, zaznamenal výpovědi svědků na magnetofon, zrekonstruoval základní situaci, provedl fotografickou dokumentaci a učinil se svým týmem rovněž psychologickou analýzu, ze které vyplynulo, že jevy měly psychokinetický základ způsobený výjimečně nepříznivým psychickým stavem propuštěného mladíka.

### Heiner Scholz
Nemanželské dítě Heiner Scholz byl vychováván nejprve svojí babičkou. Když tato již na jeho výchovu nestačila, předala hocha zpět do péče jeho biologické matce do Brém. Ta byla již podruhé vdaná a měla z tohoto druhého vztahu další dítě (rovněž chlapce), jehož péči se přednostně věnovala a své první dítě (Heinera Scholze) opomíjela. U Heinera Scholze se vlivem toho vyvinul stav hluboké frustrace posílený navíc i tím, že v prvních měsících učební doby v obchodě s porcelánem se jako praktikant jevil být velmi nešikovným, neboť stále něco rozbíjel. Situaci akcelerovalo jeho sedm hodin trvající vyšetřování a testy, jimiž se byl nucen podrobit v psychologické laboratoři. Destruktivní agresivita Heinera Scholze se vlivem předchozích prožitků začala manifestovat „psychokinetickým vybíjením“ (ničením předmětů „bez dotyku“).

### Elektrikáři
Heiner Scholz strávil několik týdnů na pozorování v psychiatrické klinice, ale i zde se odehrály úkazy podobné jevům z brémského obchodu s porcelánem. Profesor Hans Bender s ním provedl několik experimentů ve svém freiburském institutu. Nakonec byl Heiner Scholz svěřen do péče pěstounům ve Freiburgu. Bender s ním i nadále prováděl v Institutu další experimenty. (Údajně se tam podařilo vyvolat několik působivých paranormálních jevů. Tvrdí se, že v pokusech s kartami dosahoval Heiner Scholz fenomenálních výsledků.) Ve Freiburgu začal hoch pracoval v elektrikářské dílně.
V březnu 1966 zpozoroval předák elektrikářů na stavbě nové školy neobvyklý jev. Elektrorozvodné kabely byly upevňovány na stěny tak, že byly drženy skobami. Každá skoba pak byla upevněna dvěma šrouby a plastem, tvořícím vložku (hmoždinku) v díře o průměru 8 mm vyvrtané v betonové stěně. Za normálních okolností byla nosnost takto do betonu vetknuté skoby taková, že udržela dospělého člověka. Krátce po výše popsaném upevnění skob do betonových stěn došlo k jejich samovolnému uvolnění do té míry, že je bylo možno lehce pouhou rukou z jejich betonových děr opět vyjmout.
Při následné zkoušce byl Heiner Scholz vzdálen od dvojice kontrolních skob asi 1 metr, přičemž byly tyto nejprve „běžným způsobem“ připevněny do betonové zdi a poté byla otestována jejich pevnost. Za přítomnosti četných svědků se nato obě skoby během asi dvou minut zcela „uvolnily“. Druhý pokus stejného druhu byl proveden za přítomnosti vedoucích osobností freibrugského Ústavu hraniční psychologie. Úkaz byl fotografován a zároveň s tím se natáčel komentář na magnetofon. Když chtěl Hans Bender o dva dny později celý jev nafilmovat, skoby zůstaly na svých místech a „neuvolnily se“.
V následujících měsících byli dělníci elektrikářské firmy svědky dalších „nenormálních“ úkazů vzniklých v hochově pracovním okolí, což vedlo k jeho opětovnému propuštění z práce. Když chtěl profesor Hans Bender pokračovat s hochem v dalších experimentech, pěstouni s tím nesouhlasili. Po červenci roku 1967 hlášení o dalších „paranormálních jevech“ kolem Heinera Scholze ustalo.

### Psychologické zhodnocení
U biologicky vhodného subjektu vedou ke vzniku psychokinetických schopností a k jeho „mentálně dirigovanému psychokinetickému“ vybití následující faktory: všeobecná labilita charakteru, dětskost, slabé ego, pocit potlačení osobnosti, pocit inferiority (méněcennosti, podřadnosti), strach před samotou, frustrace a deprese. K tomu se obvykle přidružují ještě pseudo–adaptace, přebujelá fantazie, touha po všemocnosti (kvůli odvetě), pseudologia phantastica (bájivá lhavost), agresívnost, radost z destrukce a vybíjení vnitřního vzteku na okolních předmětech.

## Kritika Hanse Bendera
Kritici profesora Hanse Bendera jej již dříve obviňovali z toho, že přehlížel pokusy o manipulaci (podvody) „zaměřených osob“. Bývalý hlavní kriminální ředitel dr. Herbert Schäfer (ze Zemského úřadu pro vyšetřování trestných činů v Brémách) zapsal přiznání „zaměřené osoby“ v kauze „Heiner Scholz“ v roce 1965, ale profesor Hans Bender tuto kauzu pojal jako autentický případ spontánní psychokineze. „Zaměřená osoba“ byla praktikantem v obchodě s potravinami a porcelánem (v oddělení s čínským porcelánem) a (dle přiznání) tehdy úmyslně manipulovala (podváděla) jak v obchodě s porcelánem, tak i během testů v laboratoři. Benderovi asistenti tvrdili, že k žádným manipulacím nedocházelo.[zdroj?]

### Odhalení?
O třináct let později (kolem roku 1978) došlo ke skandálnímu odhalení. Tehdejší bývalý hlavní kriminální ředitel dr. Herbert Schäfer získal od Heinera Scholze přiznání, kde bylo popsáno, jakým způsobem byly jevy podvodně prováděny. Heiner Scholz byl v obchodě s potravinami a porcelánem zaměstnán jako učeň proti své vůli. Pokud udělal něco špatně, dostal facku a před kupujícími zákazníky byl nazván pitomcem. Byl nešťastný, naštvaný a ponížený. Proto z hněvu rozbil nádobí ve skladu v suterénu. Když si uvědomil, že ho sledují, začal podvádět. Když tam jeho šéf nebyl, mrštil nádobím o zeď v suterénu a doprovodné zvuky si zaznamenal pomocí magnetofonu. Později přehrál zvuk z magnetofonové pásky a obchodník a jeho manželka běželi, zastrašeni zvuky, do suterénu, kde našli již rozbité nádobí. Když byl šéf v suterénu se zákazníky, hodil mu přes rameno šálek na kávu, který „naštěstí“ přistál na polici plné dalšího nádobí. Když hasiči a detektivové prohledávali suterén kvůli radiaci, hodil napříč místností hromadu skleněných tácků, a tak úředníky vyděsil. Profesor Hans Bender, který případ vyšetřoval, se ho nikdy nezeptal, jestli nádobí rozbíjel, neboť byl přesvědčen, že se jedná o fenomén poltergeist. V institutu ve Freiburgu Heiner Scholz podvodně manipuloval při experimentech čtení myšlenek pomocí špendlíku. Při experimentech s kartami potají předem uspořádal sady karet nebo využil zrcadlení karet v brýlích osoby, která karty rozdávala. Když tam byl na návštěvě americký filmový štáb, v nestřeženém okamžiku manipuloval pomocí kapesní svítilny s kazetou a později „prorokoval“, že nahrávky nelze použít. Což byla pravda. Když byl naplánován experiment ovlivňování slabého elektrického proudu procházejícího lidským tělem podváděl přemosťováním nevodivých částí staniolem a kouskem kabelu skrytým v ruce ovlivňoval experiment tak, že došlo k několika krátkým spojením (zkratům). Skoby, které se uvolňovaly z betonové zdi a byly při tom filmovány, byly předem ze zdi vytrženy a ošetřeny mastným mýdlem. Ani tyto skoby ani hmoždinky nebyly dostatečně prozkoumávány. Po těchto experimentech dr. Hans Bender prohlašoval: „To je jasný důkaz pro vědu.“ Nakonec Heiner Scholz řekl: „Byly to žerty chlapců, které bych dnes už neudělal, a to již jen proto ne, protože mi tento profesor dnes již nepřipadá hloupý.“

### Dr. Herbert Schäfer
Přiznání Heinera Scholze nebylo příliš věrohodné, protože neobjasňovalo všechny jevy, k nimž v jeho okolí tehdy docházelo a také bylo málo pravděpodobné, že by nedospělý praktikant tak jednoduchými prostředky skutečně oklamal profesora Hanse Bendera s týmem jeho asistentů. Nebylo tajemstvím, že dr. Herbert Schäfer byl vždycky podezřívavý ohledně všeho co bylo strašidelné, pověrčivé a „telekinetické“. Především byl nedůvěřivý ohledně veškerých aktivit prof. Hanse Bendera. Byl jeho fanatickým odpůrcem, byl vůči Benderovi zaujatý a byl také zaníceným oponentem parapsychologie. Bylo všeobecně známo, že chtěl zasadit prof. Benderovi smrtelnou ránu. Podle zprávy v novinách prohlásil dr. Herbert Schäfer směrem ke svým kolegům: „Použiji jakéhokoliv prostředku, abych jej porazil.“ (Tímto prostředkem mohlo být klidně falešné přiznání Heinera Schulzeho.)

### Herta H.
Pro většinu z těch, kdo byli do tzv. „brémského případu“ zainteresováni, bylo Heinerovo přiznání fiktivní, protože způsob, jakým ho popsal, se ve skutečnosti nemohl stát. Manželka brémského lékaře, Herta H., vedla podrobné rozhovory se všemi svědky událostí, párem prodejců, řidičem dodávky Manfredem J., členy policejního a hasičského sboru a také s matkou Heinera Scholze. Ti všichni se shodovali v názoru, že tvrzení v přiznání byla smyšlená. Vždy bylo jasné, že Heinerovy ruce byly „mimo hru“. Asistenti profesora Hanse Bndera také poskytli odborné zprávy, které uváděly, že alespoň část popsaných manipulací nemohla proběhnout. Sám profesor Hans Bender publikoval odpovídající polemiku v denících a odborných časopisech. O čtyři roky později se dr. Herbert Schäfer pokusil (v jiném obdobném případě) neúspěšně „zastrašit“ jeho účastníky v tom smyslu, aby přiznali, že události sami způsobili.